# Biserica reformată din Sânsimion

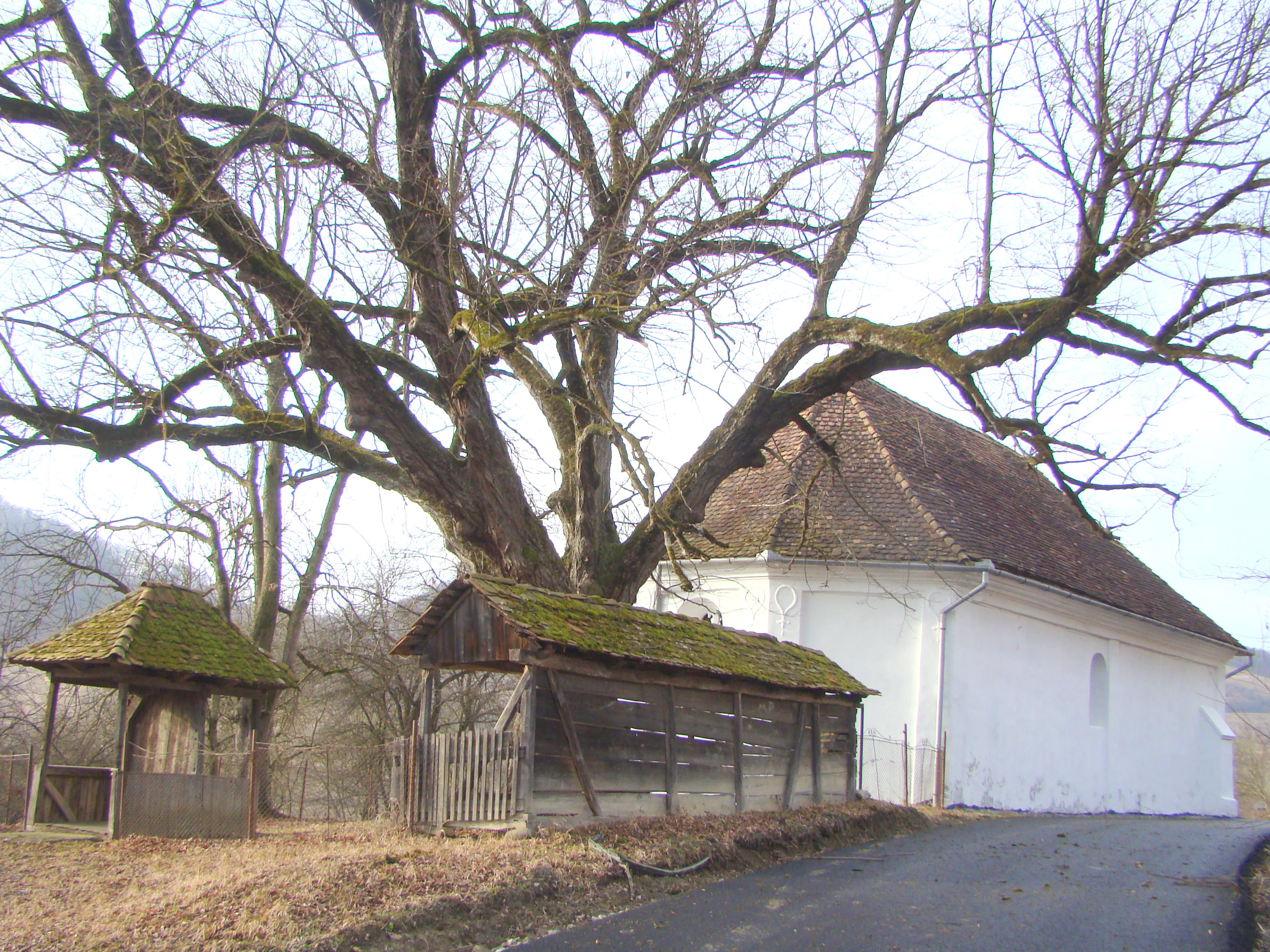
Biserica reformată din Sânsimion, comuna Neaua, județul Mureș, foto: februarie 2020.

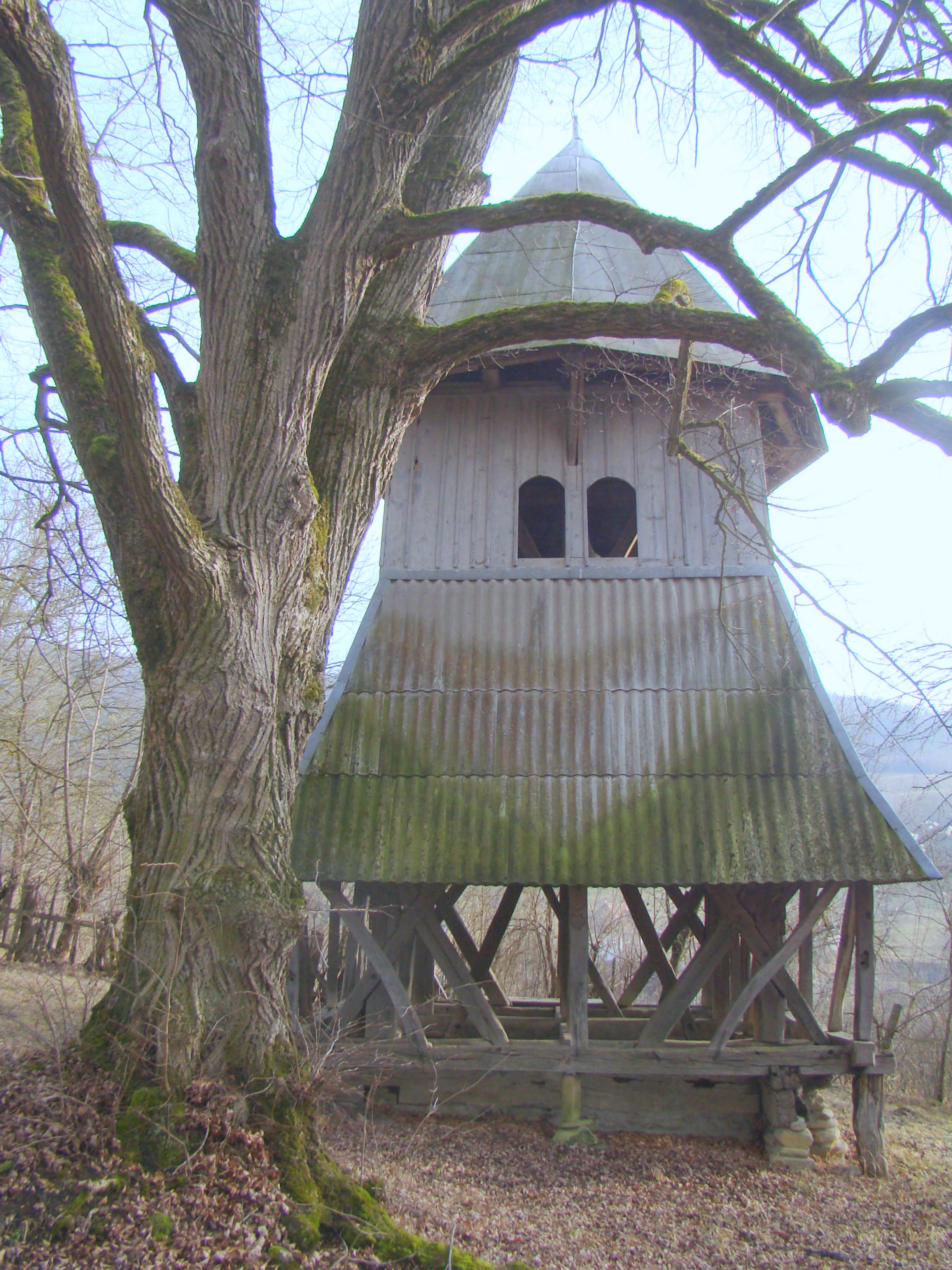
Clopotniţa de lemn

Biserica reformată din Sânsimion, comuna Neaua, județul Mureș, datează din secolul al XVIII-lea. Este un monument reprezentativ pentru bisericile reformate din fostul Scaun Secuiesc al Mureșului.

## Localitatea
Sânsimion (în maghiară: Nyárádszentsimon) este un sat în comuna Neaua din județul Mureș, Transilvania, România. Prima mențiune documentară este din anul 1332, sub numele de S. Symone..

## Biserica
Biserica medievală a satului a fost reconstruită în ultimul deceniu al secolului XVIII. Are un tavan casetat din 1797 și o coroană de amvon din 1781. Lângă biserică se află un turn-clopotniță de lemn cu două clopote. Clopotul mare a fost turnat în anul 1834 și are următoarea inscripție: „NEMES MARAS SZÉKBEN KÉSZÍTTETTE A SZ. SIMONI EV. REF. ECCLA. ISTEN DITSÖSSÉGÉRE SEGESVÁRI HARANGÖNTÖ LOOTZ FRIDRICH ÁLTAL 1834”. Clopotul mic a fost realizat în anul 1929.

### Exterior

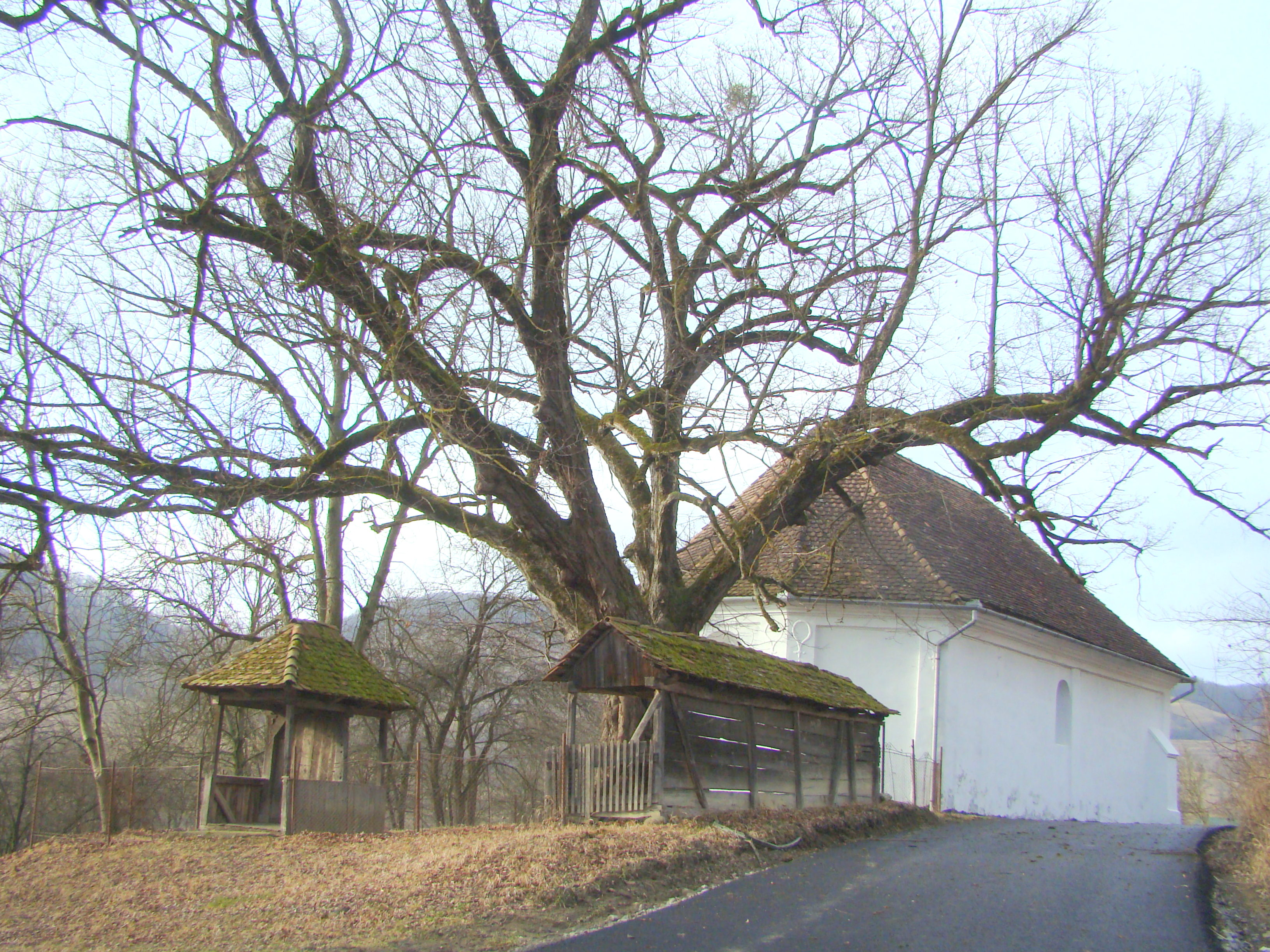
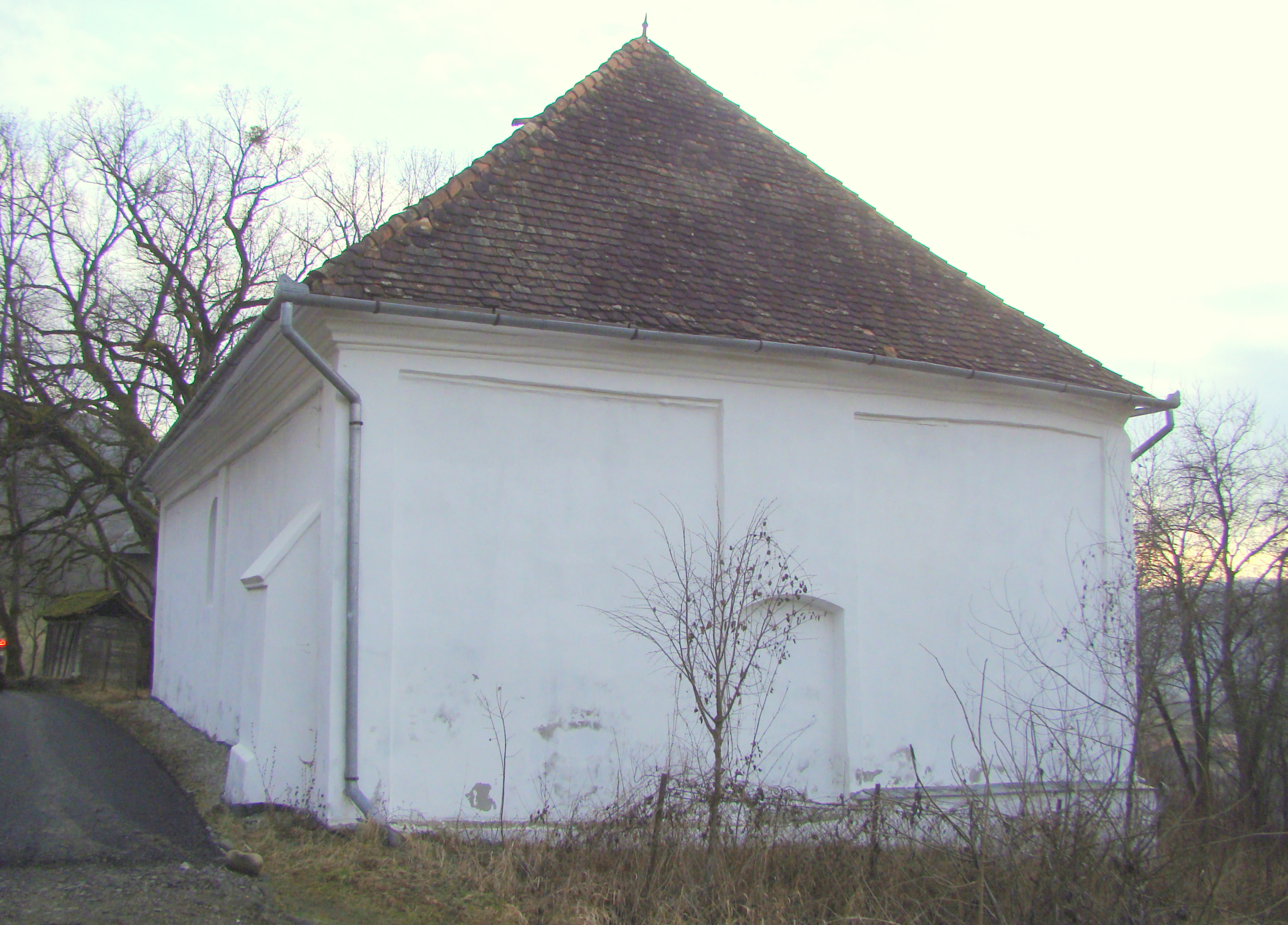
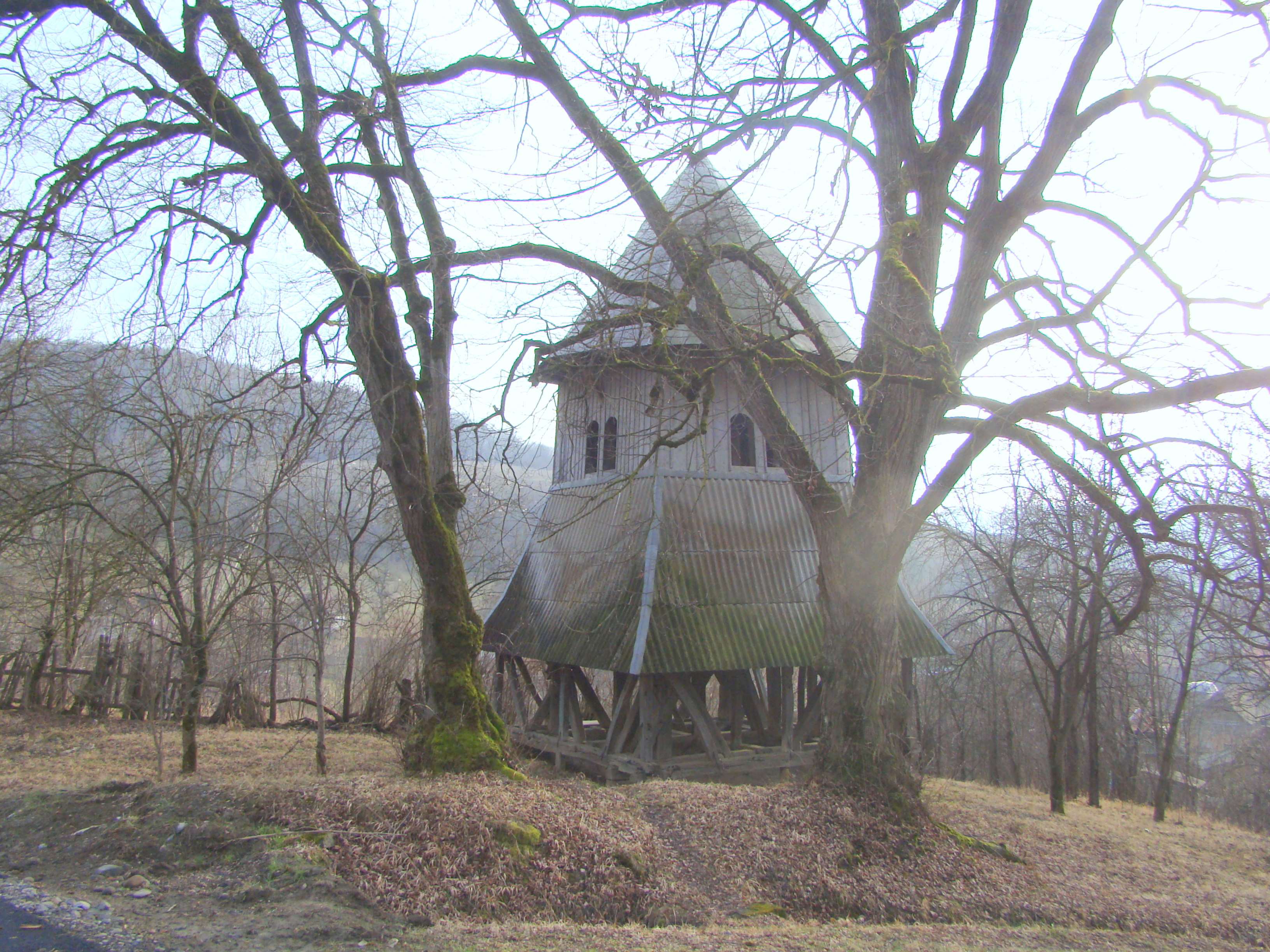
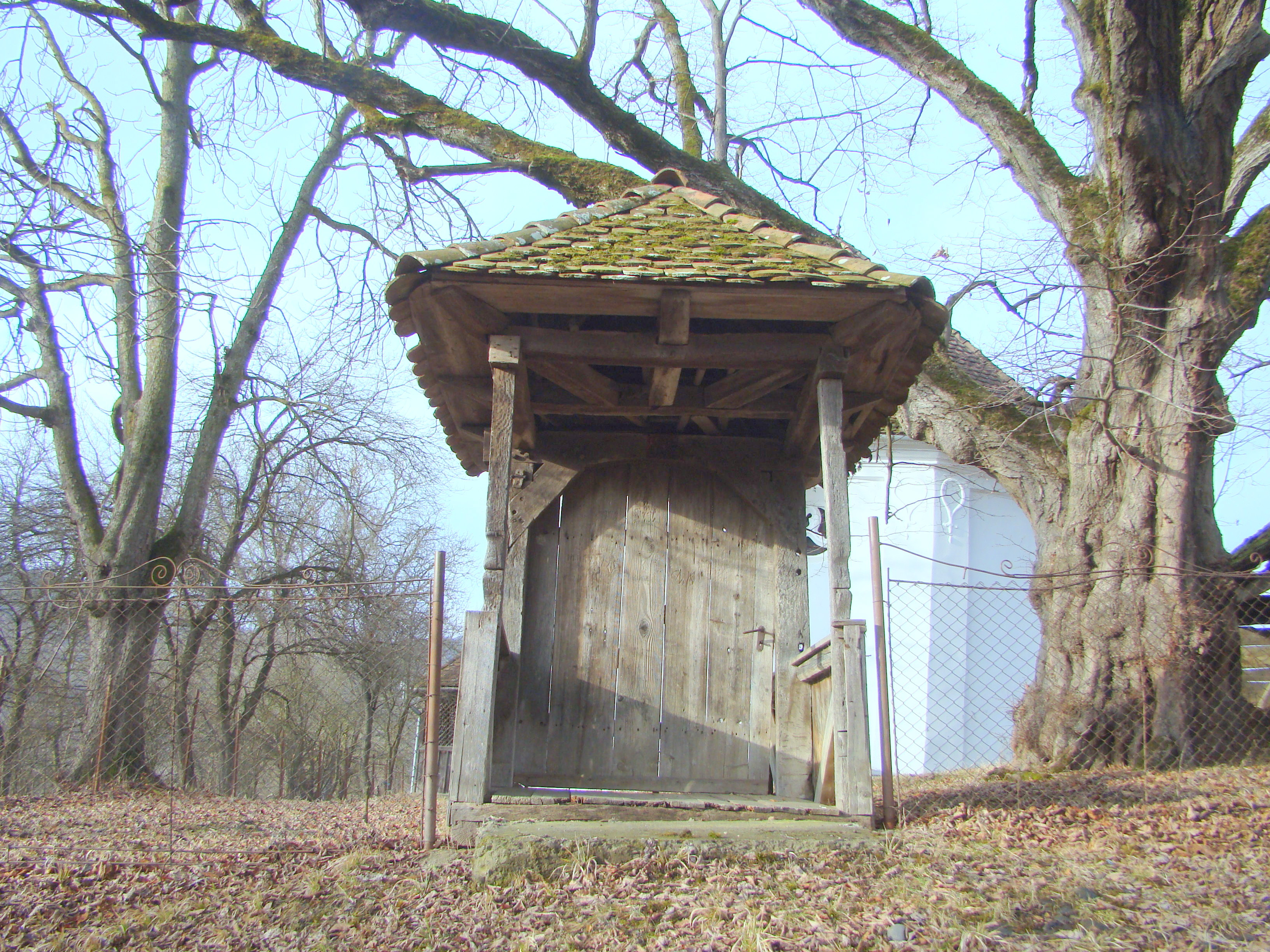
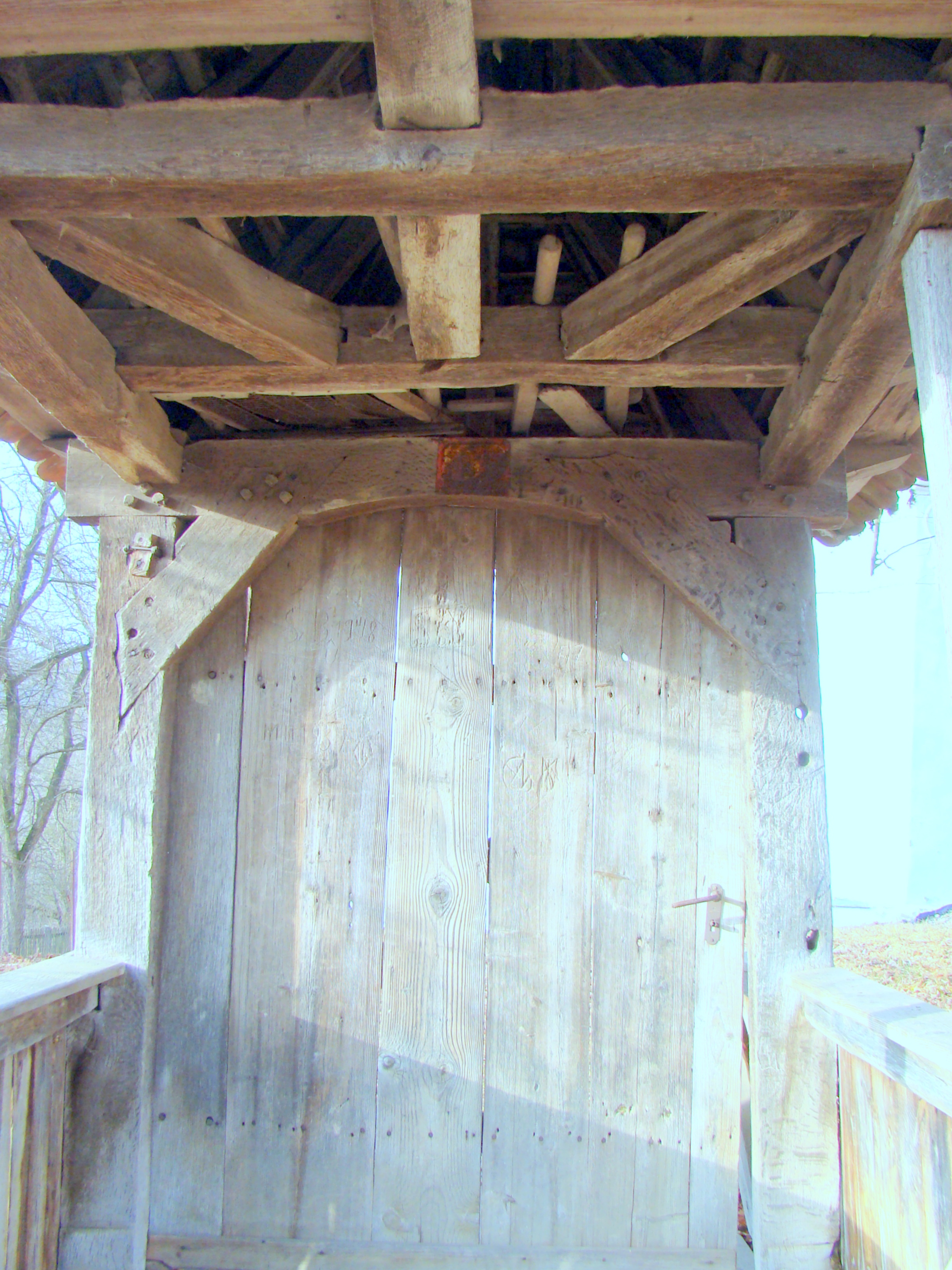
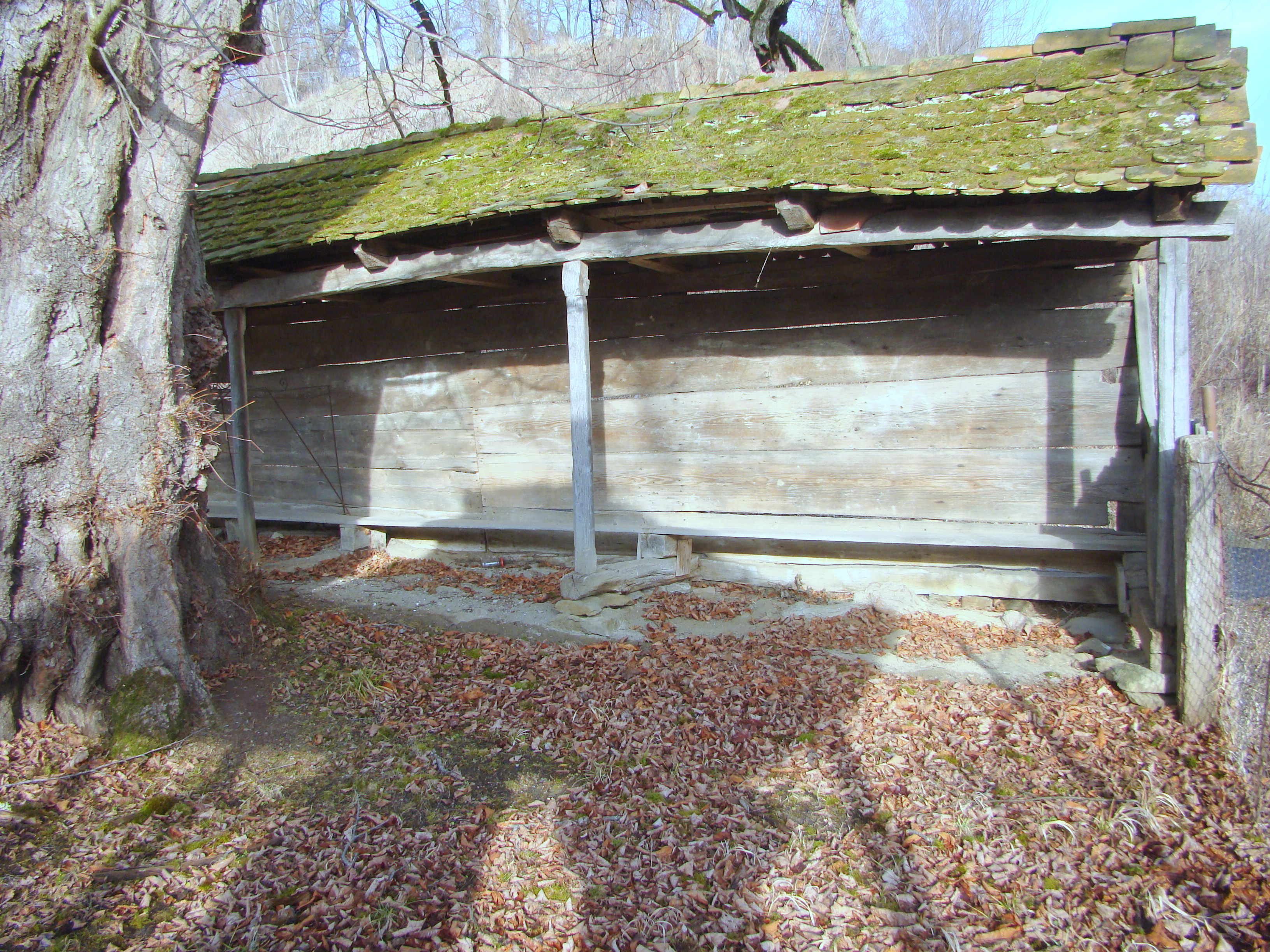
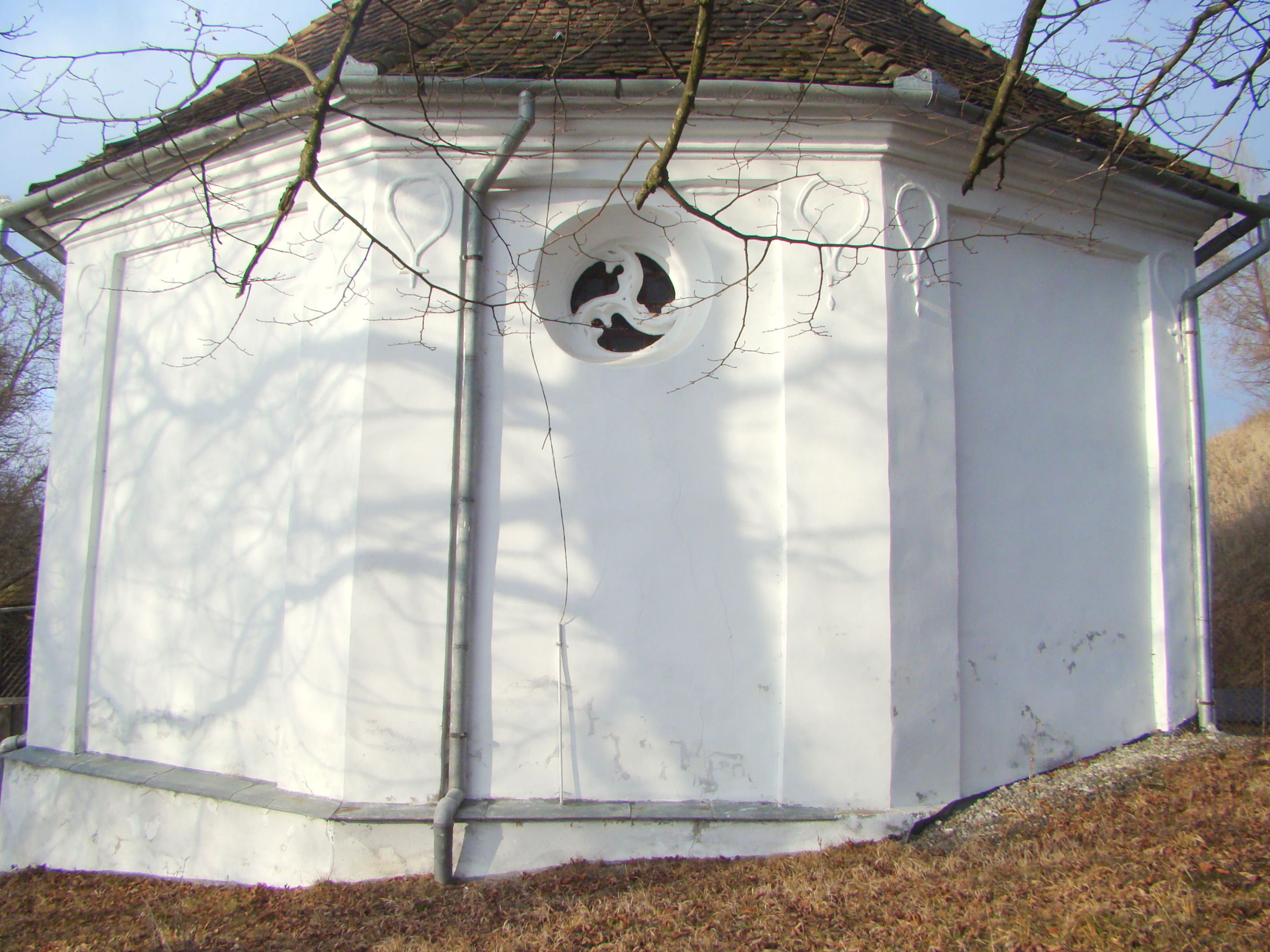
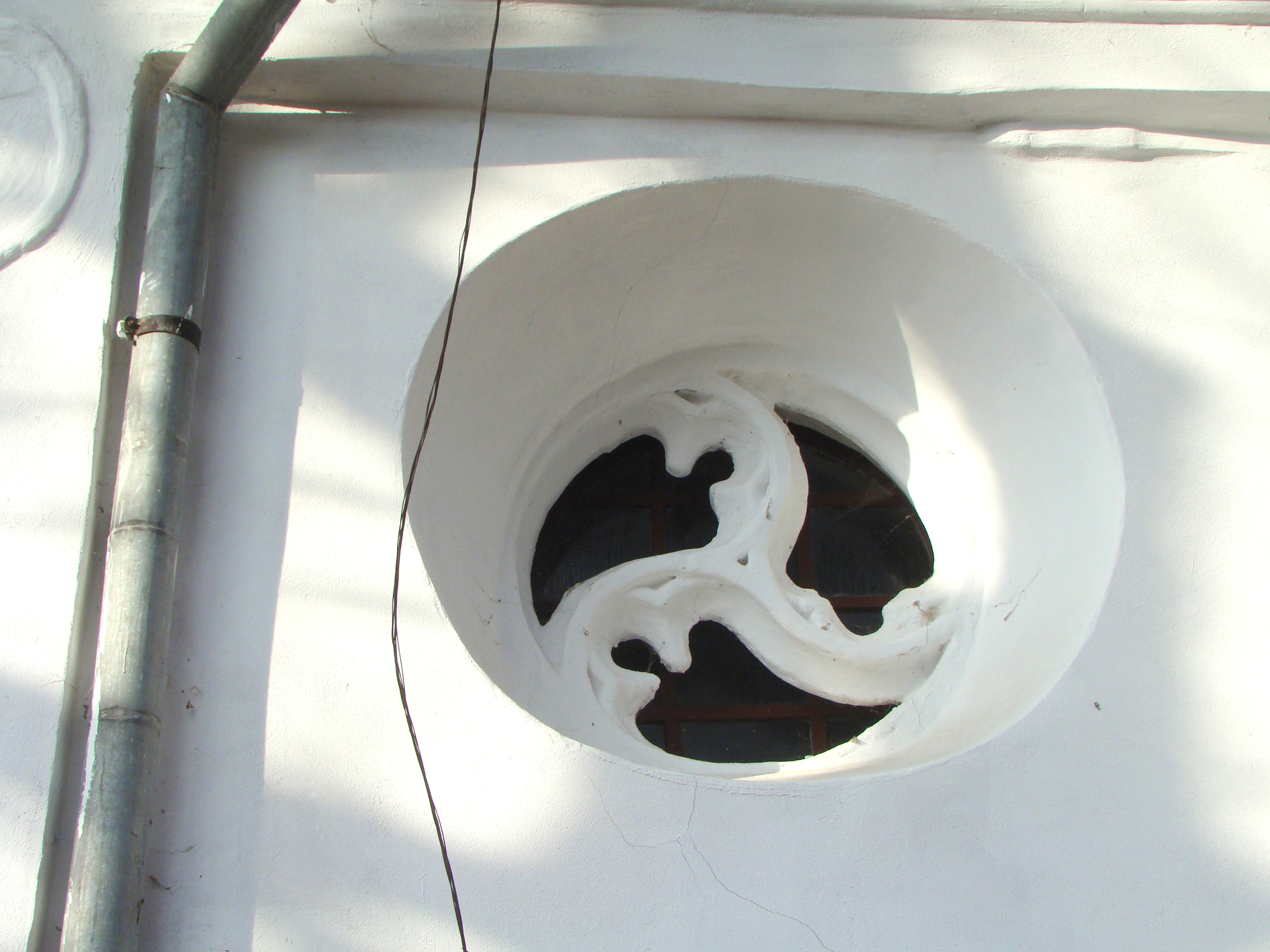
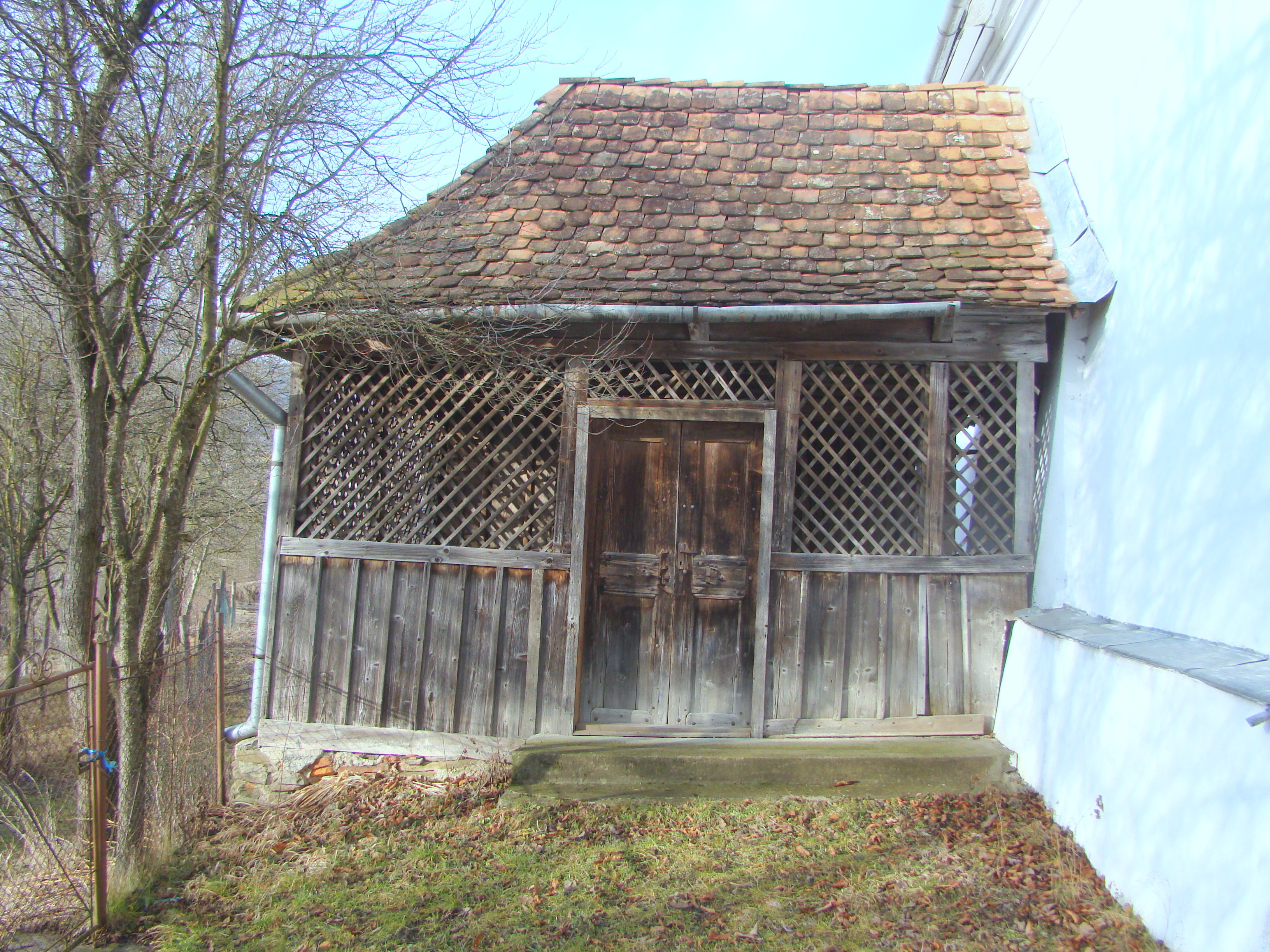
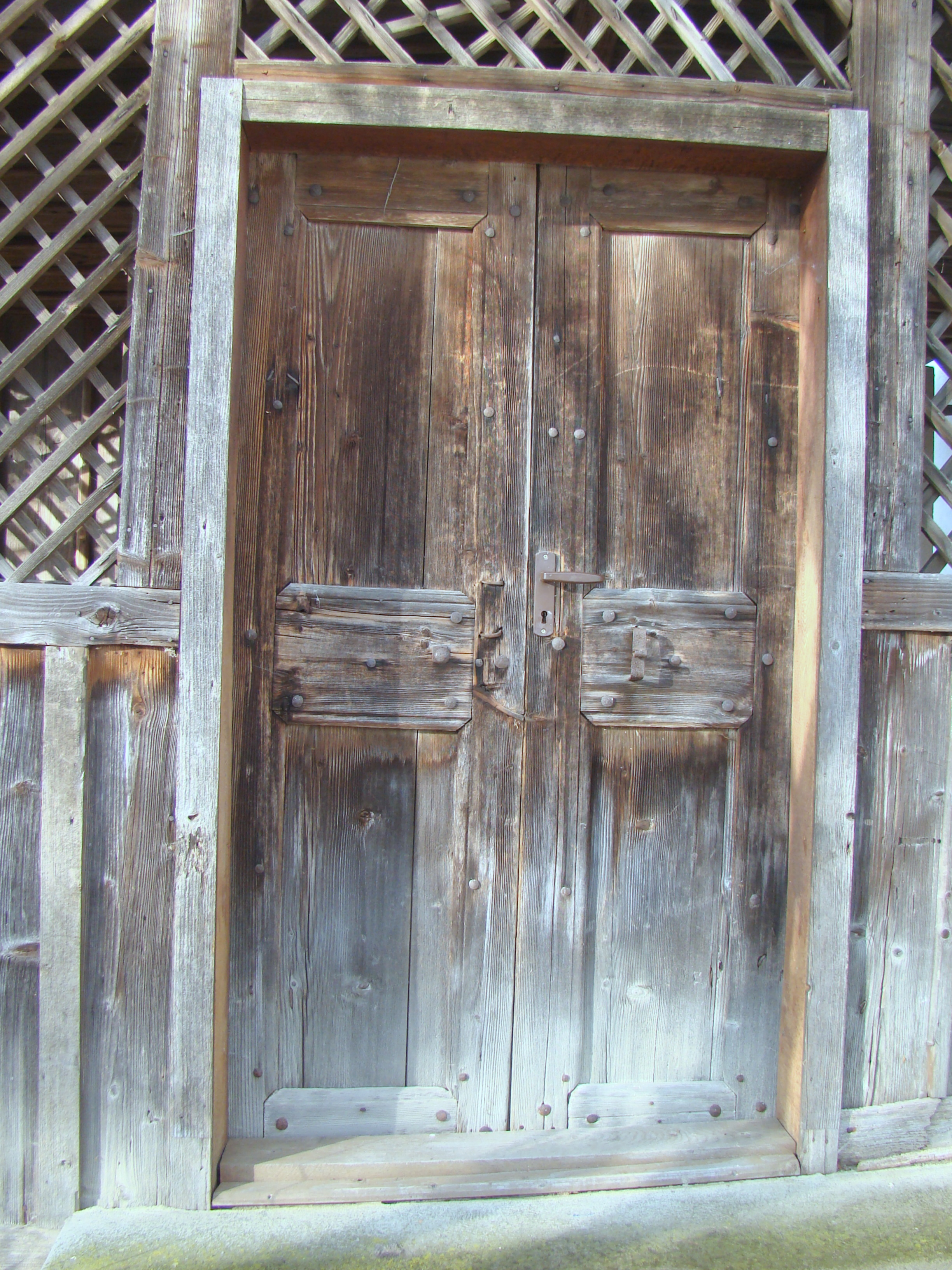
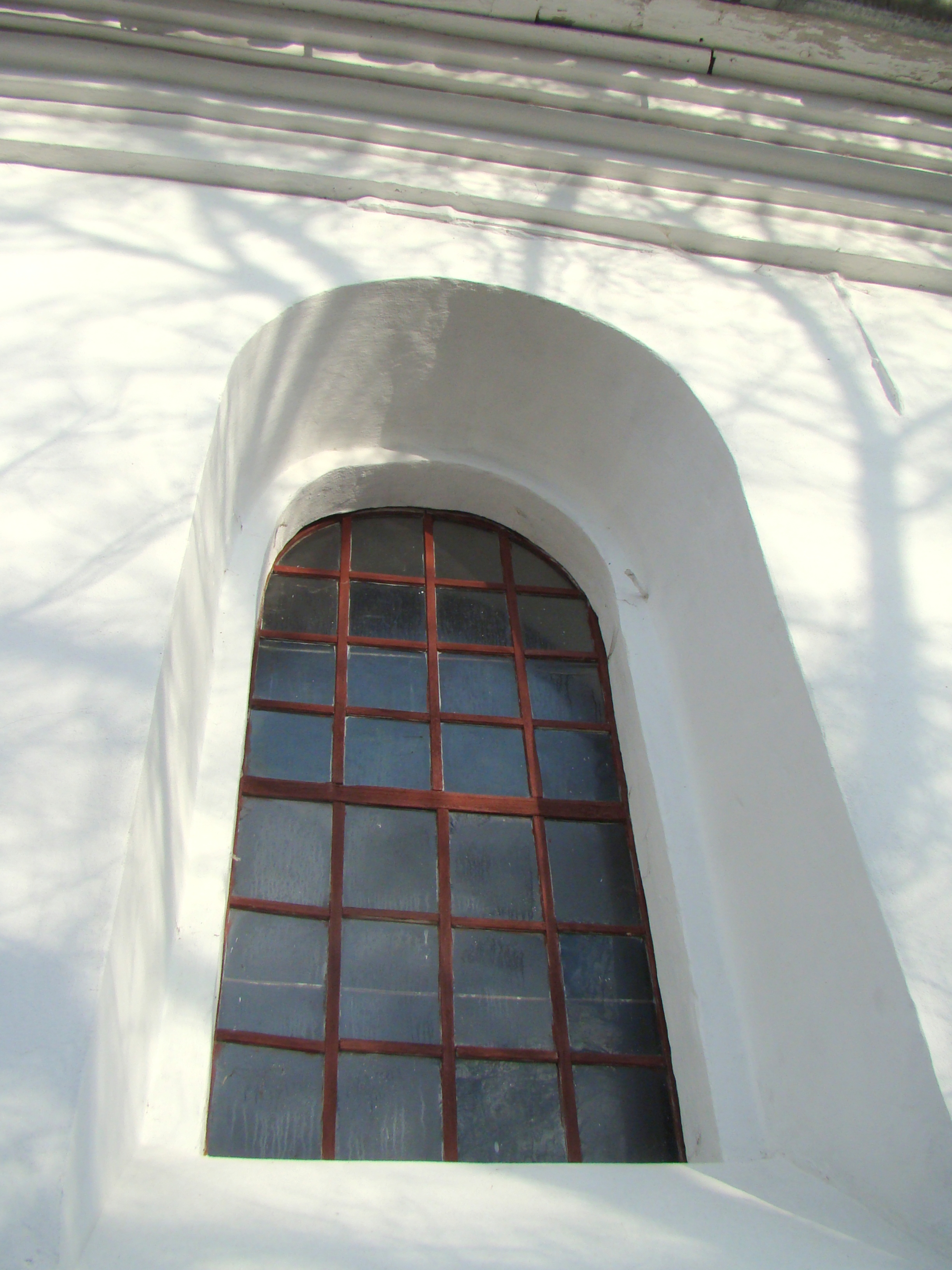
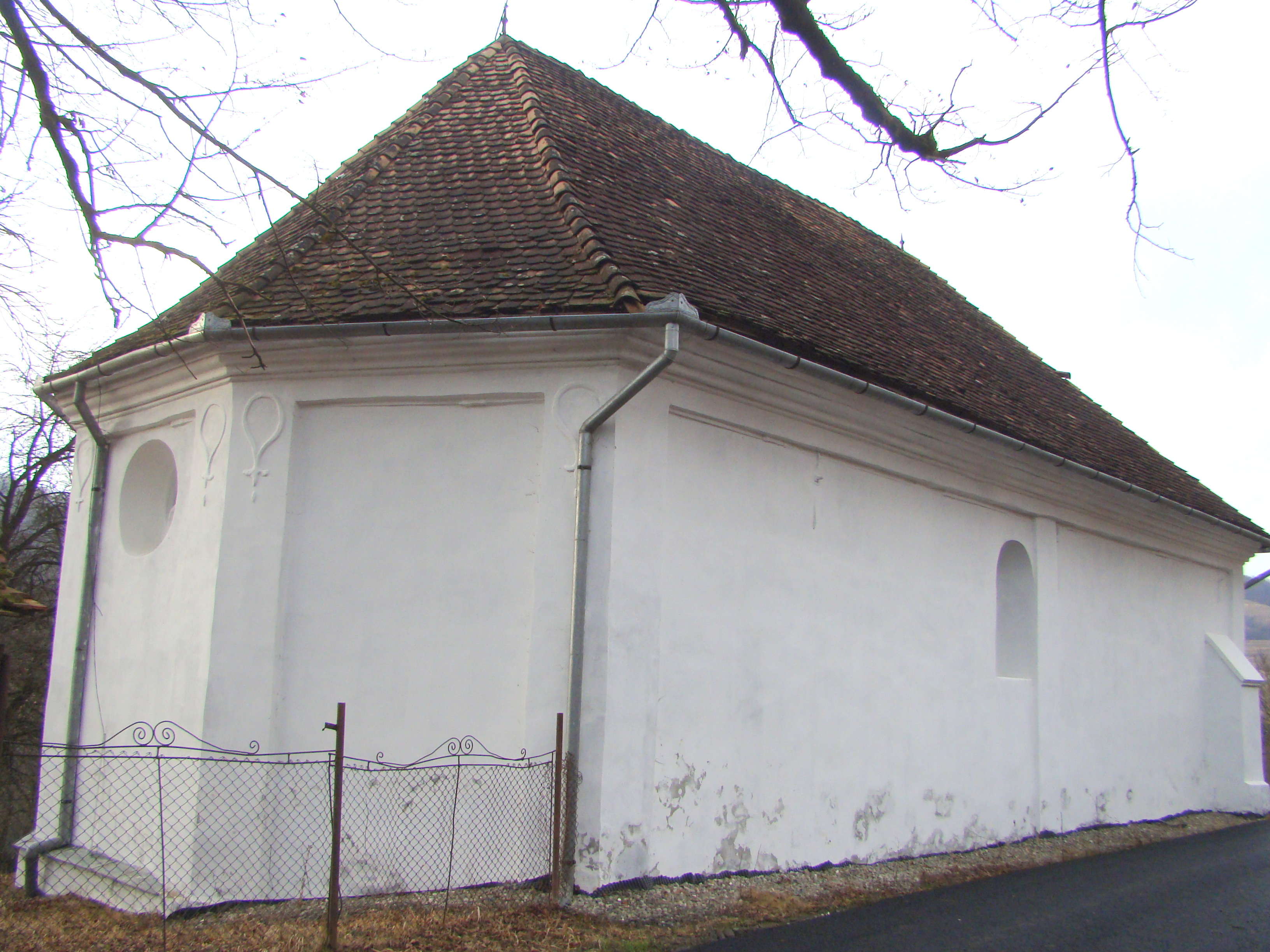
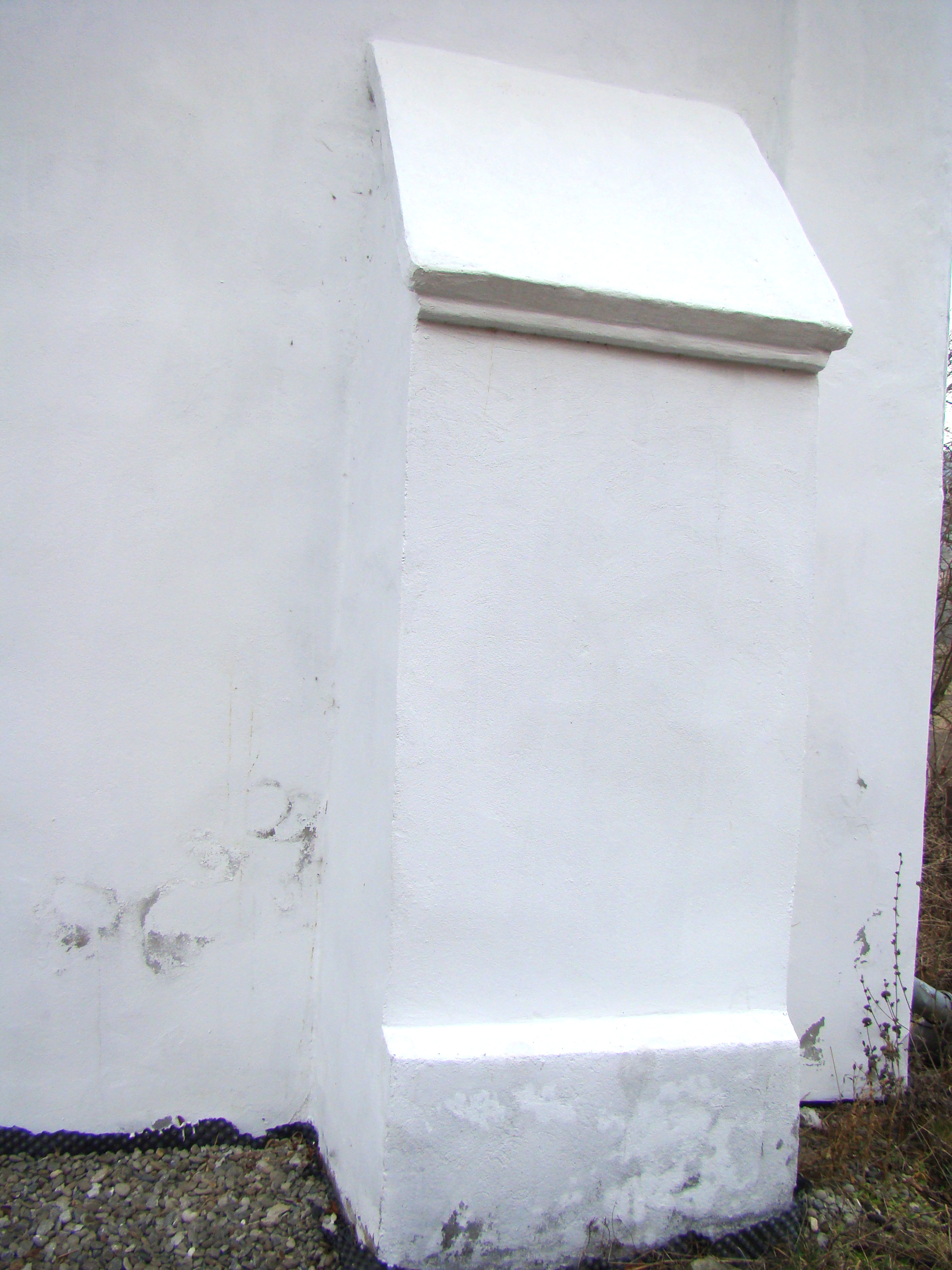
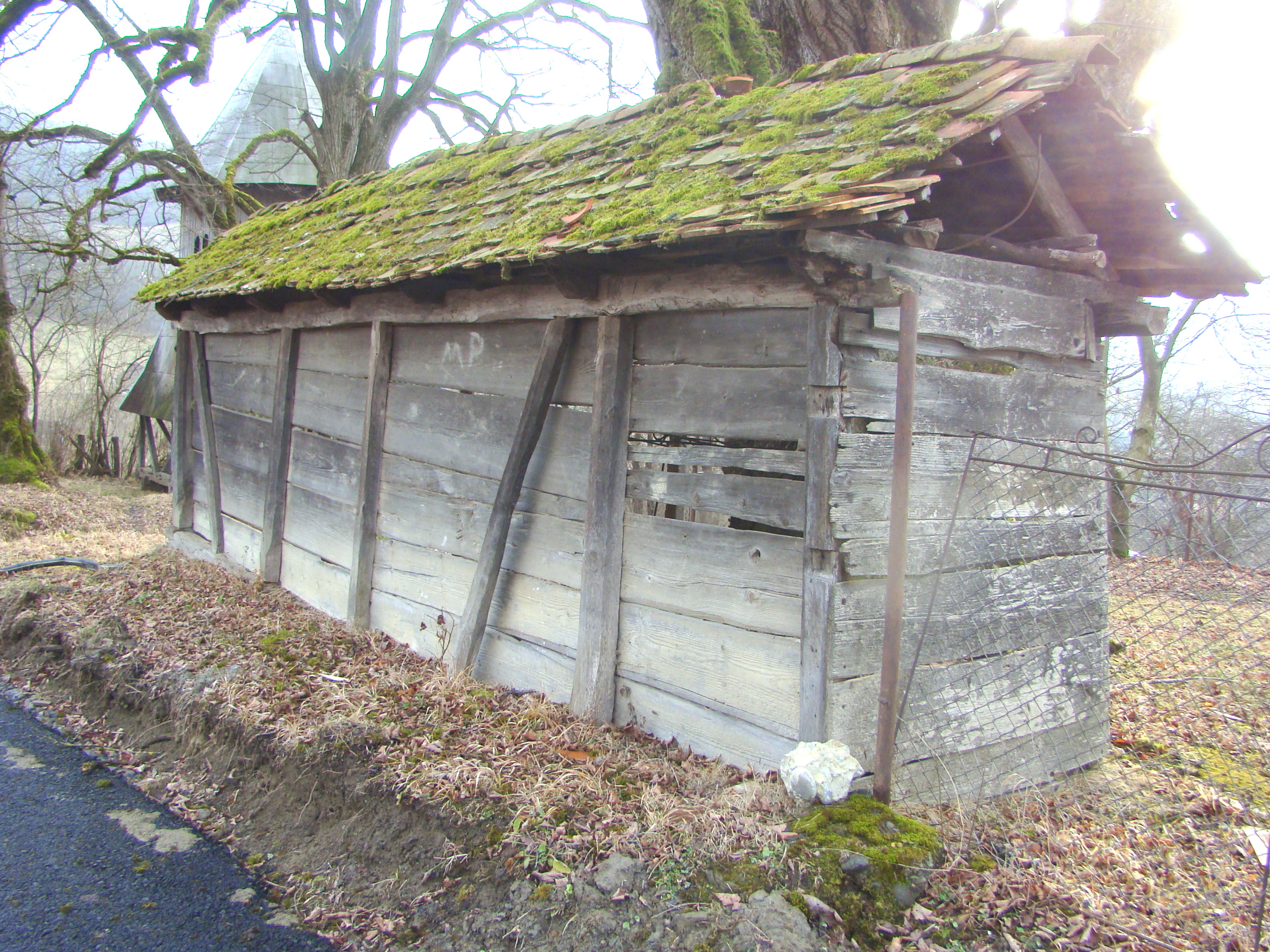
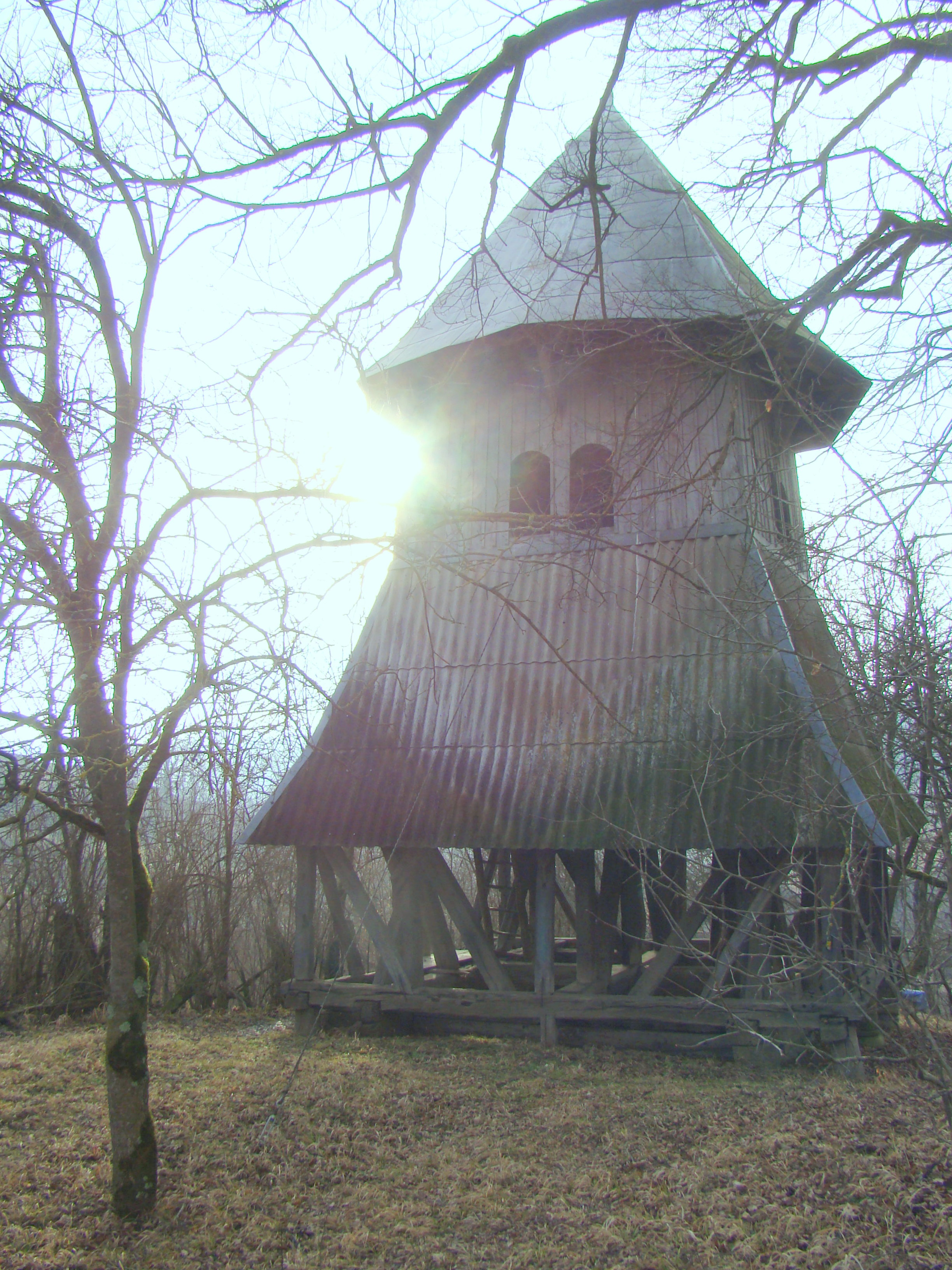
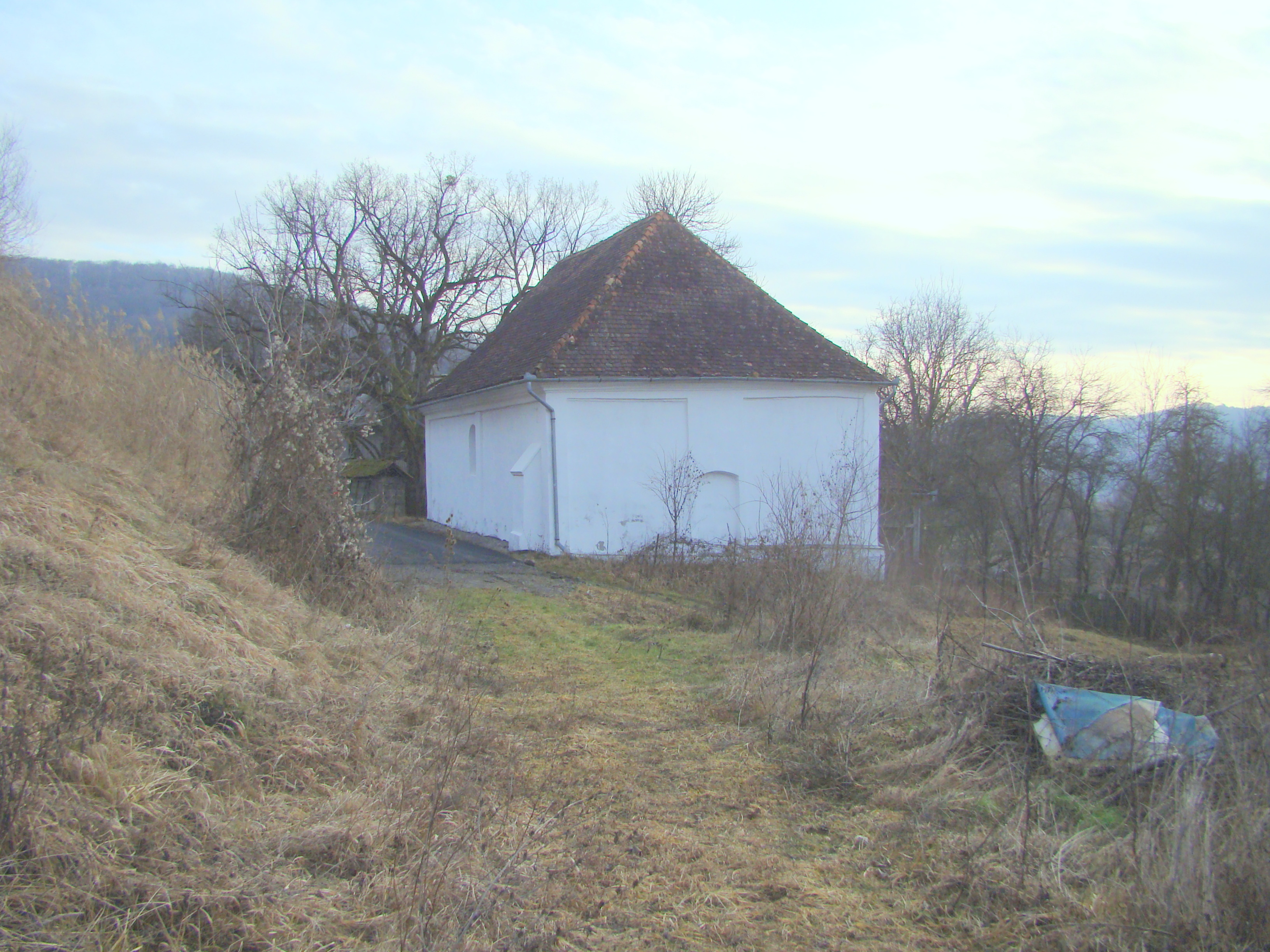
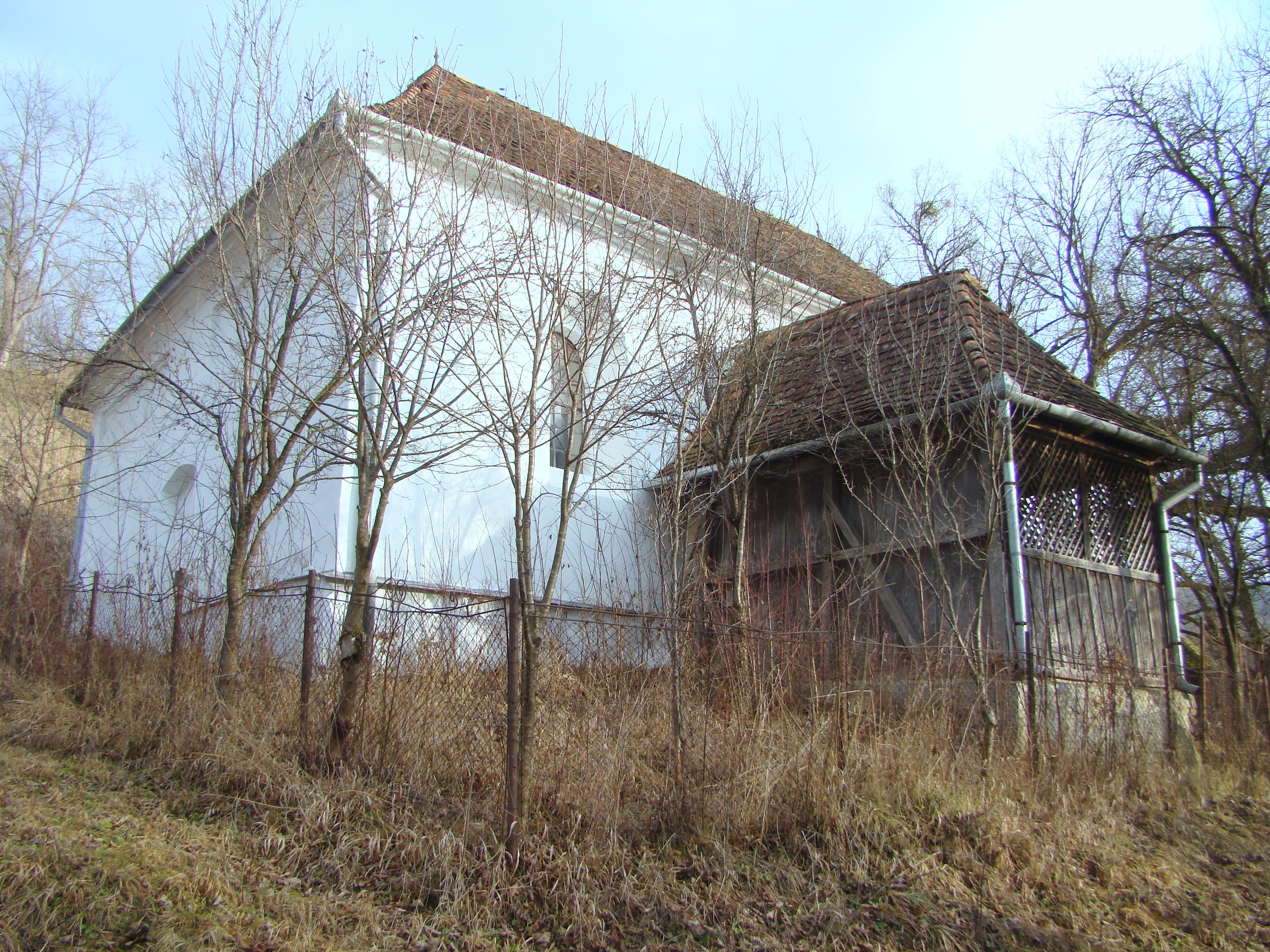
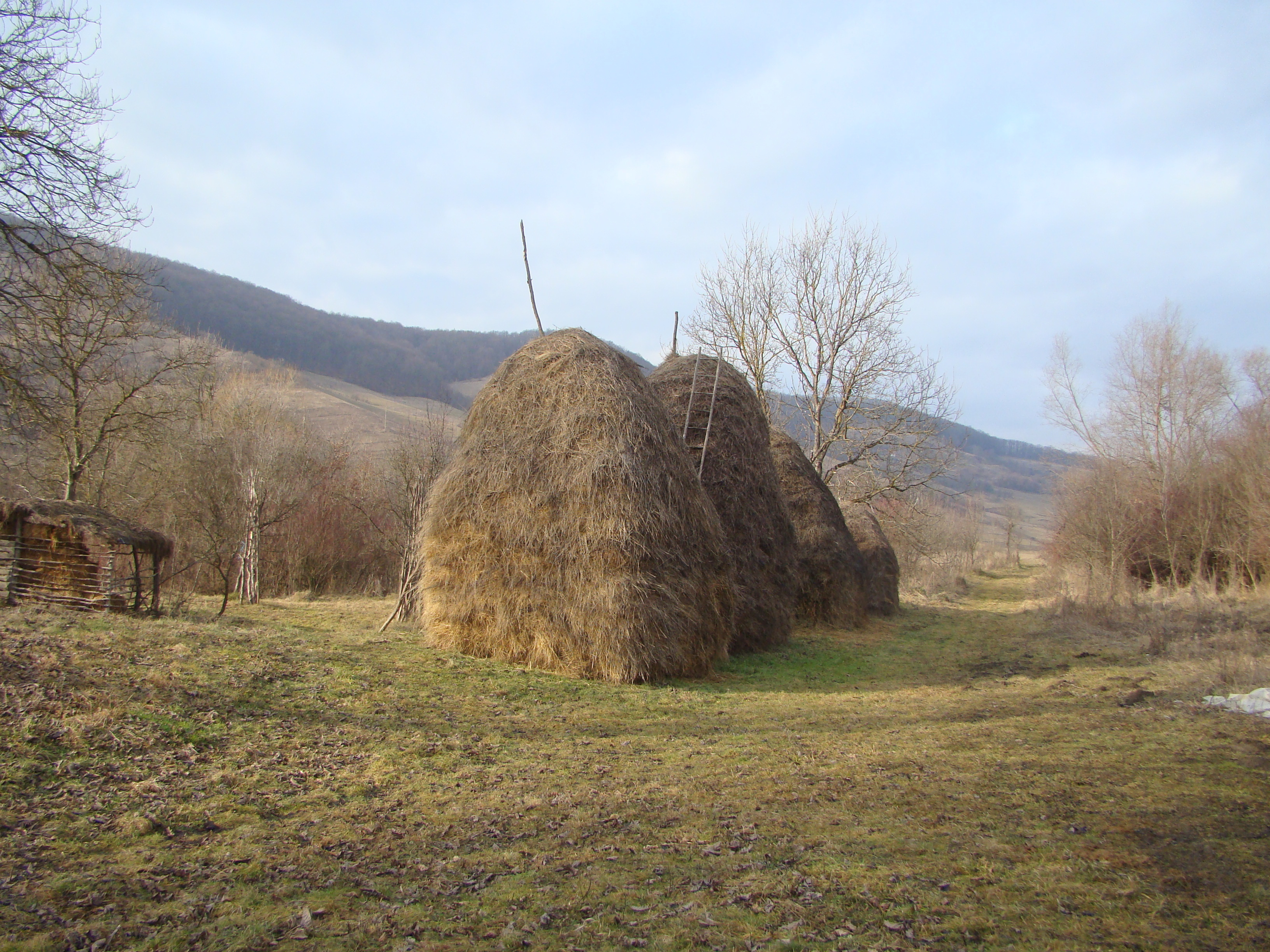

## Vezi și
- Sânsimion, Mureș